# 폭력과 열정
폭력과 열정(Gruppo Di Famiglia In Un Interno, Conversation Piece)은 프랑스에서 제작된 루치노 비스콘티 감독의 1974년 영화이다. 버트 랭카스터 등이 주연으로 출연하였고 지오바니 베르톨루치 등이 제작에 참여하였다.

## 출연

### 주연
- 버트 랭카스터
- 헬무트 베르거

### 조연
- 실바나 망가노
- 스테파노 패트리지
- 엘비라 코테스
- 필리페 허센트
- 가이 드레얀
- 장 피에르 졸라
- 움베르토 라호
- 엔조 피어몬트
- 로몰로 발리
- 비토리오 판포니
- 로렌조 피아니
- 클라우디아 카르디날레
- 도미니크 샌다

## 제작진
- 미술: 마리오 가르버글리아
- 의상: 베라 마조트
- 의상: 피에로 토시
- 의상: 이브 생 로랑